# بلايك بيبولسونجكرام
بلايك فيبونسونغكرام (بالتايلاندية: แปลก พิบูลสงคราม; ; 14 يوليو 1897 – 11 يونيو 1964)، هو رئيس وزراء تايلاند الثالث والزعيم الفاشي لتايلاند من 1938 إلى 1944 و 1948 إلى 1957.

## روابط خارجية
- بلايك بيبولسونجكرام على موقع الموسوعة البريطانية (الإنجليزية)
- بلايك بيبولسونجكرام على موقع مونزينجر (الألمانية)